# Thôi Thiên Khải
Thôi Thiên Khải (giản thể:崔天凯, bính âm: Cuī Tiānkǎi) (1952-), là một nhà ngoại giao Cộng hòa Nhân dân Trung Hoa, năm 2010 ông được bổ nhiệm làm Thứ trưởng Bộ Ngoại giao Trung Quốc.

## Tiểu sử
Ông sinh vào tháng 10 năm 1952 tại Thượng Hải, quê gốc của ông ở Ninh Ba. Ông đã sang Hoa Kỳ để nghiên cứu, tiếp cận tại trường Đại học Johns Hopkins với chuyên ngành Thạc sĩ chính sách công quốc tế. Từ năm 1988 đến 1996, ông là Phó Giám đốc Văn phòng Quốc tế thuộc Bộ Ngoại giao, Giám đốc, Tham tán. Từ năm 1996 đến 1997, ông là phó giám đốc của Văn phòng thông tin và Phát ngôn viên của Bộ Ngoại giao Trung Quốc. Từ năm 2001 đến 2003, ông là Giám đốc Văn phòng Nghiên cứu Chính sách của Bộ Ngoại giao. Từ năm 2003 đến 2006, là Trưởng ban châu Á thuộc Bộ Ngoại giao; tháng 1 năm 2006, ông là Trợ lý Bộ trưởng Ngoại giao; tháng 9 năm 200, Chủ tịch Hồ Cẩm Đào đã chỉ định ông làm Đại sứ tại Nhật Bản.. Tháng 1 năm 2010, ông trở lại Trung Quốc và được bổ nhiệm làm Thứ trưởng Bộ Ngoại giao.